# Vipera kaznakovi
Espèce
Synonymes
- Vipera berus var. ornata Basoglu, 1947

Statut de conservation UICN

 EN B2ab(ii,iii,v) : En danger
Vipera kaznakovi, ou vipère de Kaznakov, est une espèce de serpents de la famille des Viperidae.

## Répartition

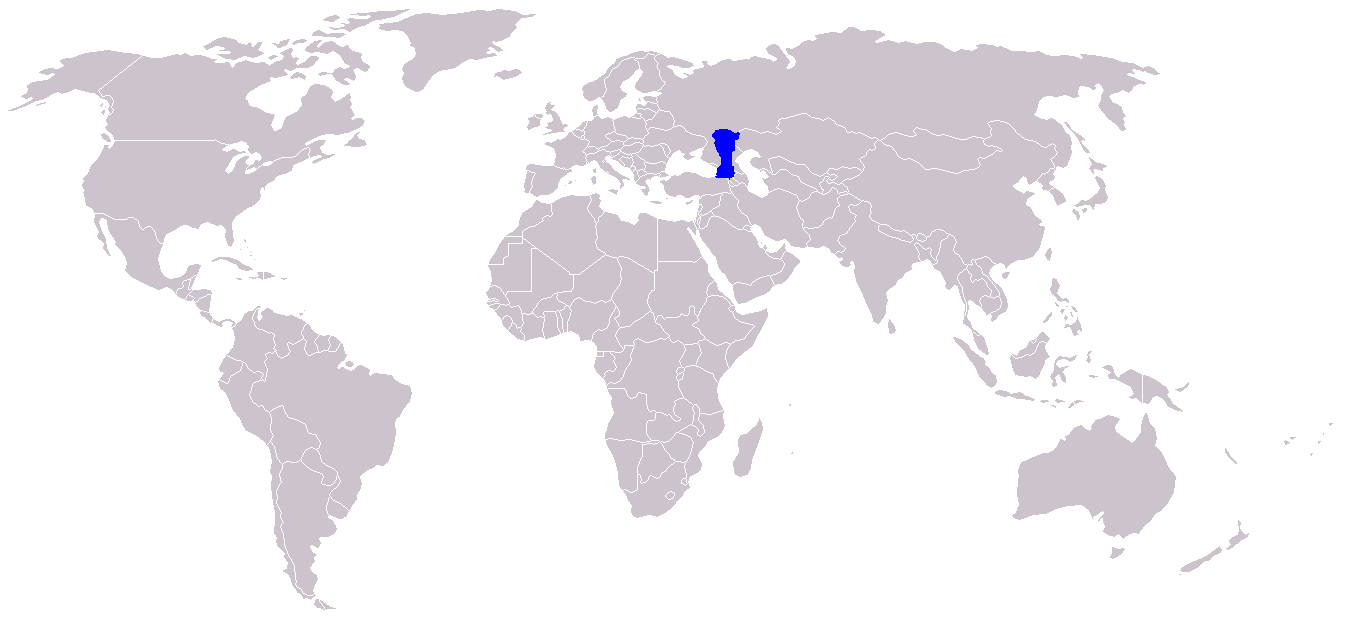

Cette espèce se rencontre dans le sud de la Russie (comme au parc national de Sotchi), dans l'ouest de la Géorgie et dans le nord-est de la Turquie. Elle est présente jusqu'à 3 000 m d'altitude.

## Description
Vipera kaznakovi mesure environ 60 cm, voire 70 cm au maximum, les mâles étant plus petits avec une moyenne plus proche de 50 cm. C'est un serpent ovovivipare venimeux de couleur sombre.

## Étymologie
Cette espèce est nommée en l'honneur d'Alexandre Kaznakov.

## Galerie

Vipera kaznakovi
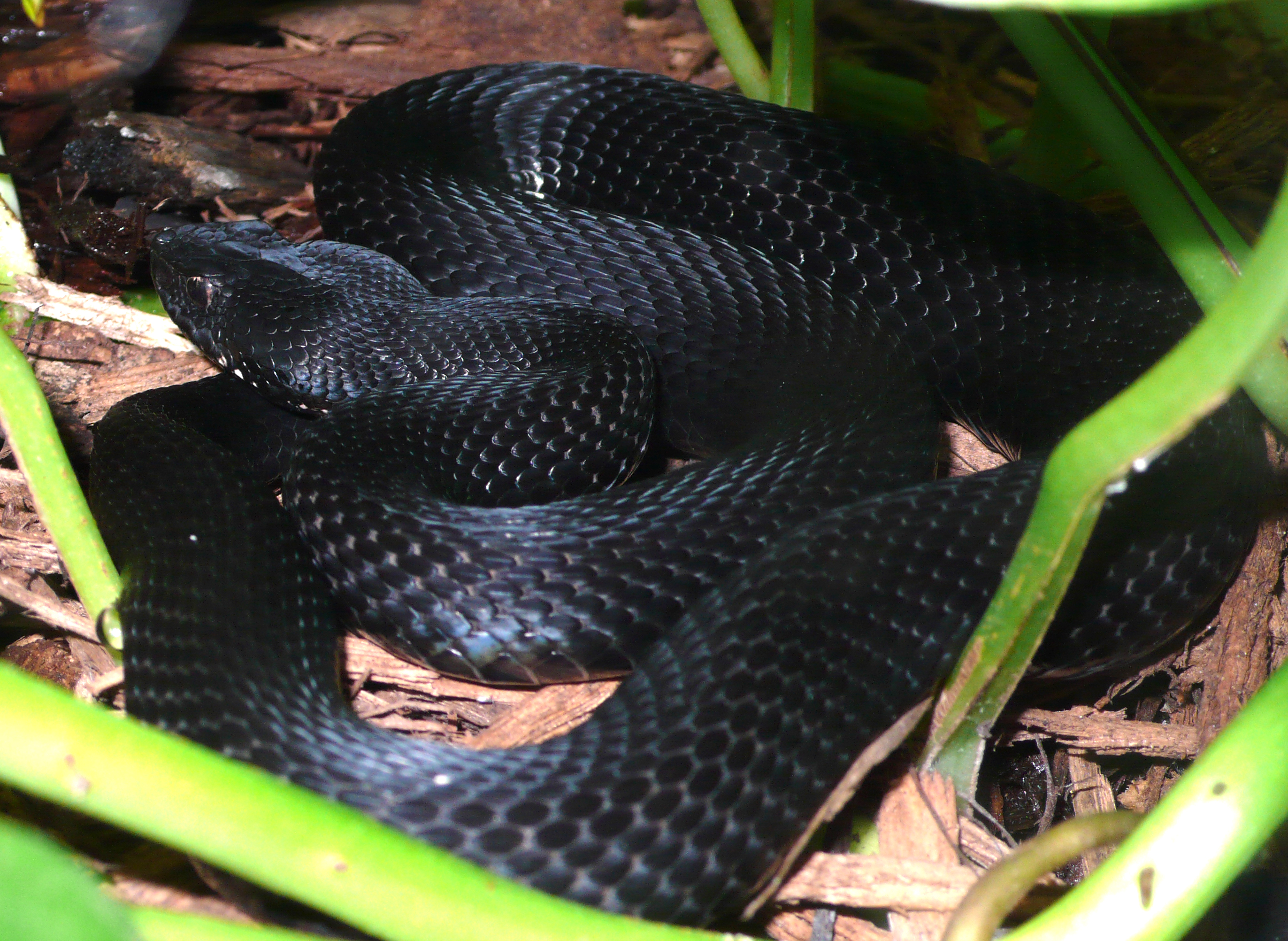
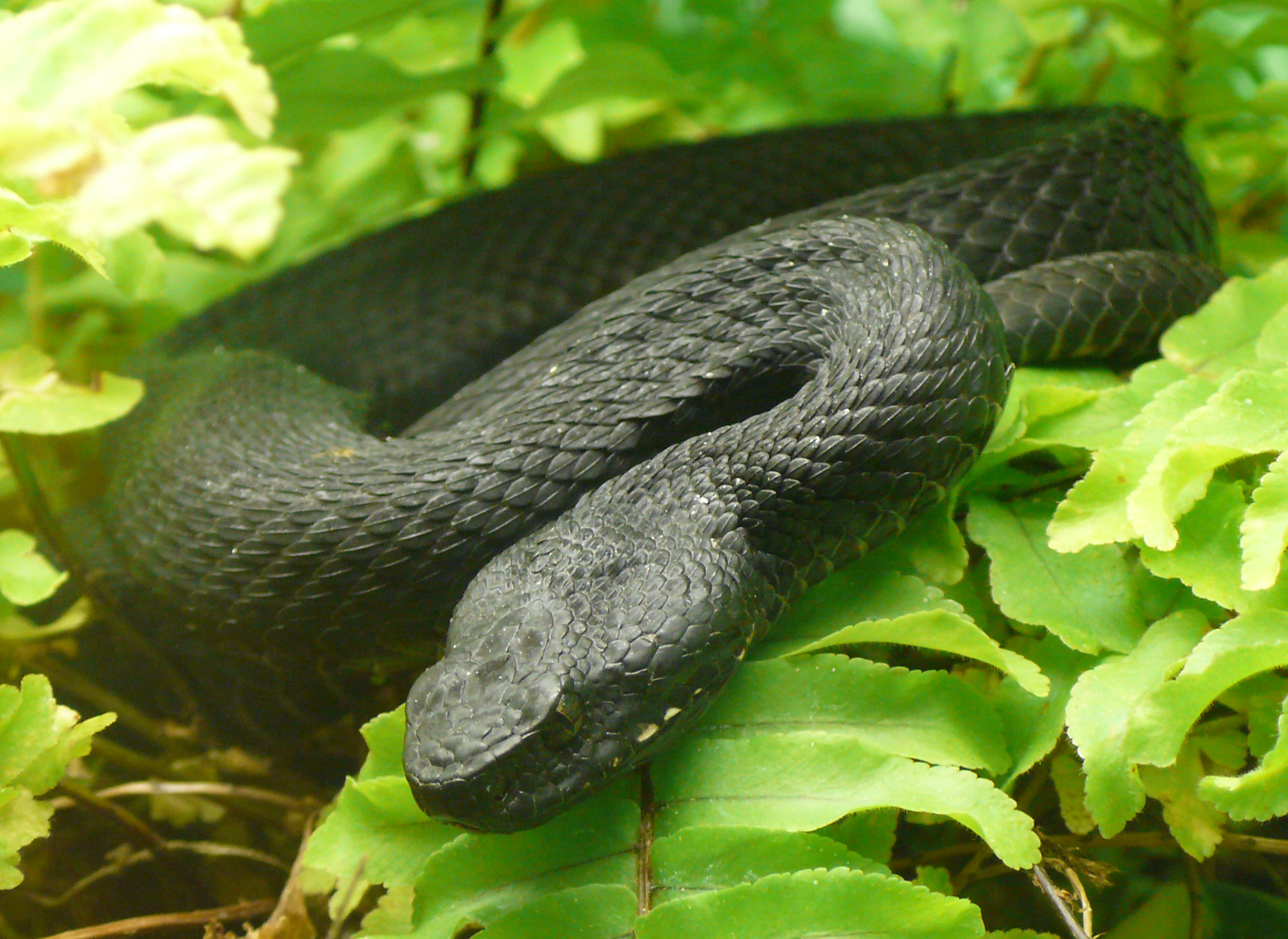

## Publication originale
- Nikolsky, 1909 : Tiflis (Museum caucasicum), vol. 4, p. 173-174.